# Cyathodium bischlerianum
Cyathodium bischlerianum là một loài rêu trong họ Targioniaceae. Loài này được N. Salazar mô tả khoa học đầu tiên năm 2001.